# Robert Devereux (opera)
Robert Devereux je opera Gaetana Donizettiho o třech jednáních z roku 1837.

## O opeře

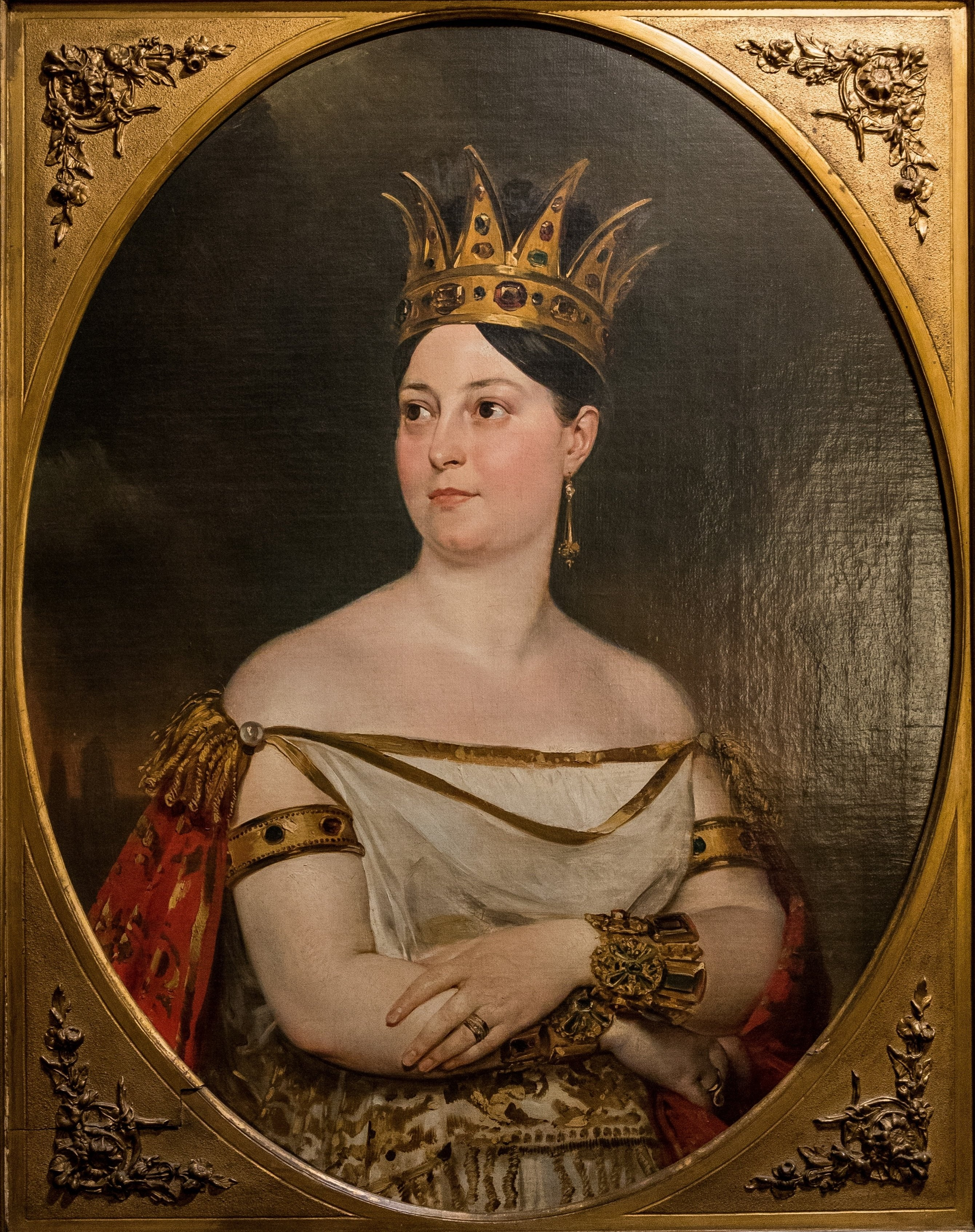
Italská sopranistka Giuseppina Ronzi de Begnis (1800–1853), první představitelka role královny Alžběty

Donizetti operu napsal v roce 1837 na libreto Salvadoreho Cammarana, hru Jacquese-Françoise Ancelota a údajně čerpal také z Histoire secrète des amours d’Élisabeth et du comte d’Essex z roku 1787. 
Hlavní postavou je anglická královna Alžběta I., která se v Donizettiho operách objevila již dvakrát (Il castello di Kenilworth a Maria Stuarda). Tentokrát je však její obraz nejkomplexnější. Je vyobrazena jako milující žena rozzuřená zradou, která se následně mstí a nakonec ji svědomí dožene až tak daleko, že vzdává svůj životní boj. Její závěrečná árie „Vivi ingrato a lei d’accanto“ patří k nejvíce ceněným belcantovým áriím.
Děj opery je založen na fiktivním romantickém příběhu, který se částečně shoduje se skutečností. Robert Devereux byl favoritem královny Alžběty, již pravděpodobně velmi často podváděl, a v roce 1601 byl popraven za vzpouru po své irské výpravě, kdy neuposlechl královnina rozkazu a uzavřel s Iry příměří. Zápletka s prstenem se zakládá na příběhu o prstenu, který dala Alžběta Robertovi se slibem, že když jí ho vrátí, bude mu odpuštěno. Robert ho prý ve vězení v Toweru dal chlapci, aby jej dal lady Nottinghamové. Ta prsten však ukryla a až po dvou letech se umírající královně přiznala.

## Hlavní postavy
| Role                            | Hlas        | Premiéra, 29. října 1837    |
| ------------------------------- | ----------- | --------------------------- |
| Alžběta, anglická královna      | soprán      | Giuseppina Ronzi de Begnis  |
| Lord vévoda z Nottinghamu       | baryton     | Paul Barroilhet             |
| Sára, vévodkyně z Nottinghamu   | mezzosoprán | Almerinda Manzocchi Granchi |
| Robert Devereux, hrabě z Essexu | tenor       | Giovanni Basadonna          |
| Lord Cecil                      | tenor       | Timoleone Barattini         |
| Sir Gualtiero Raleigh           | bas         | Anafesto Rossi              |
| Páže                            | bas         |                             |
| Rodinný příslušník Nottinghamů  | bas         | Giuseppe Benedetti          |

## Obsah

### První jednání
V sále Westminsterského paláce se dvorní dámy Alžběty I. věnují dámským pracím, jen vévodkyně z Nottinghamu sedí smutně opodál a čte si příběh o milence Jindřicha II. Rosamundě. Do místnosti přichází královna a oznamuje Sáře, že vyslyší prosby jejího muže a udělí Robertovi audienci. Přiznává se, že Roberta miluje, ale je rozhodnuta, že se za zradu pomstí buď jemu samému, nebo své sokyni v lásce. Přichází královnin rádce lord Cecil a přesvědčuje královnu, aby vynesla rozsudek nad Robertem.
Robert přichází ke královně a hovoří o svých válečných činech. Královna jej upozorňuje na prsten, který mu věnovala, ale obává se, že jeho srdce již patří jiné ženě. Robert to popírá, ale královna mu stále hrozí smrtí.
Vévoda z Nottinghamu potkává svého přítele Roberta a lituje ho. Poté odchází na poradu peerů, kde je rozhodnut bránit svého přítele a zabránit jeho popravě.
Robert přichází k Sáře a nařkne ji ze zrady, protože se v době jeho nepřítomnosti provdala a jeho přítele vévodu z Nottinghamu. Sára se brání, ke sňatku ji přiměla královna a Robertovi na oplátku připomíná prsten, který stále nosí. Robert jej vztekle hází na zem a vyznává Sáře lásku. Ta mu odpouští a věnuje mu šál, který sama vyšívala. Robert dává Sáře sbohem a odchází.

### Druhé jednání
Alžběta stále váhá nad rozsudkem, přestože peerové rozhodli o jeho smrti. Gualtiero podává královně šerpu, kterou měl u sebe Robert. Alžběta ví, že drží v rukou důkaz o jeho nevěře, a propuká v hněv.
Nottingham žádá o milost pro svého přítele, když však přichází Robert a královna mu ukazuje šerpu, která je důkazem jeho nevěry, poznává šál, jenž vyšívala jeho žena a nemůže uvěřit dvojité zradě své ženy a svého přítele. Robert mezitím odpovídá na královninu výzvu k prozrazení jména své milenky „To raději smrt!“. Královna Alžběta před celým dvorem podepisuje rozsudek smrti.

### Třetí jednání
K Sáře přichází posel s dopisem od Roberta. Ten ji sděluje svůj rozsudek, Sára má však prsten, který jej může zachránit. Sára tedy spěchá za královnou, ale zabrání jí v tom její rozzuřený manžel. Vévoda z Nottinghamu ji obviňuje ze zrady a Sára poznává, že je ztracena. Nabízí svůj život za Robertův a prosí o smilování. To jí je nakonec dáno a ona utíká za královnou.
Ve vězení přemýšlí Robert o Sáře a je přesvědčen, že jej královna omilostní. V tu chvíli však přicházejí stráže a vedou ho na popraviště.
Ve svém paláci a mezi dvorními dámami mezitím Alžběta odpouští Robertovi a doufá, že se objeví posel s prstenem. Do místnosti vtrhne Sára, přiznává se ke své lásce k Robertovi a žádá pro něj milost. Královna posílá šlechtice, aby běželi zachránit Roberta. Náhle se ozve rána z děla oznamující jeho smrt. Královna se naprosto zhroutí. Prohlašuje svým nástupcem skotského krále Jakuba a odchází…